# Ibrahim Egal
Mohamed Haji Ibrahim Egal o Muhammad Haji Ibrahim Egal (somali: Maxamed Xaaji Ibraahim Cigaal) (Odweyne, Somàlia Britànica, 15 d'agost de 1928 - Pretoria, Sud-àfrica, 3 de maig de 2002) fou un polític somali, primer ministre de Somàlia i president de Somalilàndia. Era del clan issaq.
Era fill de Haji Ibrahim Egal i Khadija Mohamed Osman. Va estudiar a la Somàlia Britànica (primària i secundària) i després al Regne Unit (1950-1954). Membre del partit nacionalista Lliga Nacional Somali, el 1956 va esdevenir secretari de la secció de Berbera i el 1958 secretari general del partit.
El 26 de juny de 1960 va assolir el càrrec de primer ministre de la República de Somalilàndia que el dia 1 de juliol de 1960 es va unir a la Somàlia Italiana per formar la República de Somàlia. Va romandre en el càrrec interinament per tota Somàlia fins al dia 12 de juliol de 1960 quan el càrrec va passar a Abdirashid Ali Shermarke. Després fou ministre de defensa (1960-1962) i d'Educació (1962-1963). L'octubre de 1962 va dirigir una delegació a Londres per negociar un referèndum a la North-Eastern Province de Kenya i quan aquest referèndum es va fer va obtenir un 83% en favor de la incorporació a Somàlia, però la decisió mai no fou implementada per pressions dels partits kenyans.
El 1963 va dimitir com a ministre i va formar un partit opositor anomenat Congrés Nacional Somali, i a les eleccions de 1964 fou elegit i va romandre com a cap de l'oposició fins a 1965. En aquest temps va seguir tractant el problema de la província nord-est de Kenya. L'octubre de 1966 es va afiliar a la Lliga de la Joventut Somali i el 15 de juliol de 1967 fou nomenat primer ministre i va ocupar també la cartera d'afers exteriors. Va restar al càrrec fins al 21 d'octubre de 1969 quan els militars dirigits pel general Siad Barre van donar un cop d'estat d'orientació comunista i van prendre el poder. Egal fou empresonat; no es va nomenar un nou primer ministre quan es va formar el primer govern el dia 1 de novembre de 1969, compost de tretze civils i amb només un militar, Mohamed Farah Salad, com a ministre de l'Interior.
Va romandre empresonat fin l'octubre de 1975. El 1976 fou enviat com ambaixador a l'Índia on va romandre fins al 1978. Llavors fou altre cop arrestat fins al 1981. El 1982 va ser nomenat president de la Camara de Comerç, Industria i Agricultura, càrrec que va conservar fins al 1991.
El maig de 1991 Somalilàndia va declarar la independència i Egal s'hi va oposar inicialment, però aviat va esdevenir el cap dels independentistes contra el govern partidari de la federació amb la resta de Somàlia. El 16 de maig de 1993 fou elegit president del país per una assemblea de notables i caps de clans feta a Borama coneguda com a Conferència de Reconcilia Nacional de Boorama i va substituir a Abdirahman Ahmed Ali Tur.
Com a president va aconseguir desarmar a les milícies i estabilitzar el nord del país, al que va portar a una gran prosperitat econòmica i cap a un sistema democràtic. Va introduir la nova moneda (el xíling de Somalilàndia), el passaport de l'estat, la bandera de l'estat, i va crear un ben armat exèrcit i una eficaç força de policia. El seu mandat fou prorrogat el maig de 1995 per 18 mesos. El 23 de febrer de 1997 fou reelegit per cinc anys més; el desembre de 2001 l'assemblea de notables va prorrogar el seu mandat un altre any. El 24 d'abril del 2002 fou portat a Sud-àfrica per rebre tractament mèdic, i va morir durant una operació el 3 de maig de 2002 a l'hospital militar de Pretòria. Fou enterrat a Berbera, al costat del seu pare (tal com havia expressat que volia) on va rebre un funeral d'estat. El va succeir Dahir Riyale Kahin i el parlament va declarar un dol de 7 dies.